# John G. Hutchinson
John Guiher Hutchinson (* 4. Februar 1935 in Charleston, West Virginia; † 31. Mai 2024 in Atlanta, Georgia) war ein US-amerikanischer Politiker. Zwischen 1980 und 1981 vertrat er den dritten Wahlbezirk des Bundesstaates West Virginia im US-Repräsentantenhaus.

## Werdegang
John Hutchinson besuchte die öffentlichen Schulen seiner Heimat und danach bis 1956 die West Virginia University in Morgantown. Zwischen 1956 und 1958 diente er als Oberleutnant in der US-Luftwaffe. Politisch wurde er Mitglied der Demokratischen Partei.
Zwischen 1967 und 1971 fungierte Hutchinson als Kämmerer der Stadt Charleston, deren Bürgermeister er von 1971 bis 1980 war. Nach dem Tod des langjährigen Kongressabgeordneten John M. Slack wurde er bei der notwendig gewordenen Nachwahl im dritten Distrikt von West Virginia als dessen Nachfolger in das US-Repräsentantenhaus in Washington gewählt. Dort beendete er zwischen dem 30. Juni 1980 und dem 3. Januar 1981 die angebrochene Legislaturperiode seines Vorgängers. Bei den regulären Kongresswahlen des Jahres 1980 unterlag Hutchinson dem Republikaner Mick Staton.
Nach dem Ende seiner kurzen Zeit im Kongress wurde Hutchinson in der Privatwirtschaft tätig. Er war als Geschäftsmann in Charleston aktiv.